# (6869) Funada
(6869) Funada (1992 JP) – planetoida z pasa głównego asteroid okrążająca Słońce w ciągu 5,7 lat w średniej odległości 3,19 j.a. Odkryta 2 maja 1992 roku.